# سالي جيبسون
سالي جيبسون هي مؤرخة كندية، ولدت في 1946.